# Commissioner’s Trophy (IHL)
Die Commissioner’s Trophy war eine Eishockeytrophäe der International Hockey League. Die Trophäe wurde ab der Saison 1984/85 bis zur Auflösung der Liga 2001 jährlich an den besten Cheftrainer der IHL vergeben.

## Gewinner der Commissioner’s Trophy
| Jahr    | Gewinner                     | Team                                 |
| ------- | ---------------------------- | ------------------------------------ |
| 2000/01 | Peter Horachek               | Orlando Solar Bears                  |
| 1999/00 | Guy Charron                  | Grand Rapids Griffins                |
| 1998/99 | Dave Tippett                 | Houston Aeros                        |
| 1997/98 | John Torchetti               | Fort Wayne Komets                    |
| 1996/97 | John Van Boxmeer             | Long Beach Ice Dogs                  |
| 1995/96 | Butch Goring                 | Utah Grizzlies                       |
| 1994/95 | Butch Goring                 | Denver Grizzlies                     |
| 1993/94 | Bruce Boudreau               | Fort Wayne Komets                    |
| 1992/93 | Al Sims                      | Fort Wayne Komets                    |
| 1991/92 | Kevin Constantine            | Kansas City Blades                   |
| 1990/91 | Bob Plager                   | Peoria Rivermen                      |
| 1989/90 | Darryl Sutter                | Indianapolis Ice                     |
| 1988/89 | Blair MacDonald Phil Russell | Muskegon Lumberjacks                 |
| 1987/88 | Rick Dudley                  | Flint Spirits                        |
| 1986/87 | Wayne Thomas                 | Salt Lake Golden Eagles              |
| 1985/86 | Rob Laird                    | Fort Wayne Komets                    |
| 1984/85 | Pat Kelly Rick Ley           | Peoria Rivermen Muskegon Lumberjacks |